# Appartement de Boris Vian
L'appartement de Boris Vian est un lieu d'habitation situé au 6bis, Cité Véron dans le 18e arrondissement de Paris et dans lequel l'écrivain, poète, parolier, chanteur Boris Vian a vécu de 1953 jusqu’à sa mort.
Ce logement, uniquement visible sur demande, présente la particularité de posséder une grande terrasse que Boris Vian partageait avec le poète Jacques Prévert, son voisin de palier. Le lieu est desservi par la station de métro Blanche.

## Historique

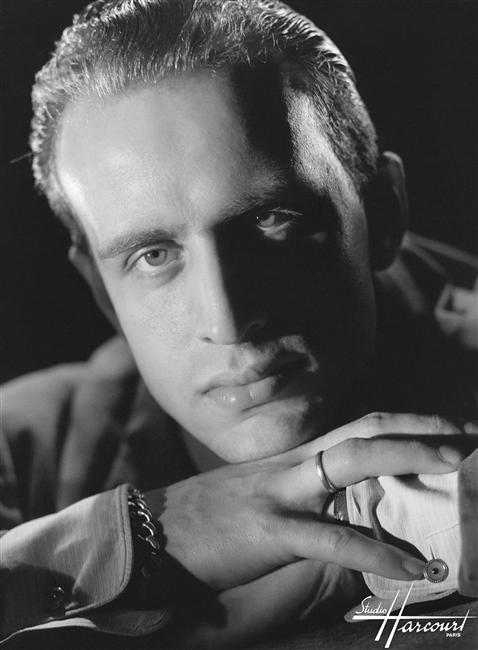
Boris Vian

En 1953, Boris et son épouse Ursula découvrent les anciennes loges du cabaret du Moulin-Rouge, situées au fin fond d'une impasse et tombent sous le charme de ce lieu qui, jadis, aurait accueilli de nombreux artistes. 
Au moment de leur arrivée, l'appartement était, en partie, occupée par une cartomancienne. Celui-ci est petit, mais l'écrivain va procéder au fil du temps à de nombreux aménagements et agrandissements.
Peu de temps après leur arrivée, Jacques Prévert devient le voisin de palier du couple et ils partageront dès lors la jouissance d'une terrasse commune (terrasse dite des « trois Satrapes »), surplombant les toits du Moulin Rouge, sur laquelle sont organisées des manifestations du collège de 'Pataphysique.
L'auteur de L'Arrache-cœur et de Le Déserteur y résidera, en qualité de locataire du Moulin Rouge, avec son épouse Ursula Vian-Kübler, jusqu'à sa mort survenue dans la soirée du 23 juin 1959. Ursula Vian conservera ensuite intact l'atelier qui devient un lieu à la mémoire de l'œuvre de son mari. 
L'appartement est devenu le siège de l'association Fond'action Boris-Vian qui, de concert avec la Cohérie Boris Vian, est chargée de promouvoir l'œuvre de Boris Vian depuis 1992 à la suite de la fondation Boris-Vian créée en 1981. En juillet 2016, c'est Nicole Bertolt qui reprend la présidence de l'association et assure ainsi la pérennité du lieu avec les autres membres de la Cohérie.

## Description

### Un appartement préservé
Cet appartement est au 3e étage d'un immeuble dont l'entrée est située dans une petite cour. Il est accessible depuis un long escalier de chêne étroit qui monte à l'arrière du Théâtre Ouvert, au milieu d'une impasse. Le logement était déjà très exigu à l'époque. Selon Nicole Bertolt, gestionnaire des lieux et ancien bras droit d'Ursula Vian : 
«  Comme il [Boris Vian] était très grand et se cognait partout, il était particulièrement attentif à l'organisation de l'espace  »
L'intérieur a gardé son aspect de l'époque de Boris Vian; la décoration, les travaux et la structure de l’appartement y sont donc authentiques,. Il abrite encore des centaines de livres, des dictionnaires, des tableaux surréalistes et divers instruments de musique, comme un piano-bastringue ou une guitare-lyre ayant appartenu à l'artiste. Son bureau et sa chaise sont encore présents et la « télé », en référence à une chanson, a l'écran dirigé vers le mur.
Une petite pièce dénommée la « quincaillerie » renferme divers outils et matériels divers récupérés à droite à gauche par l'écrivain.

### La terrasse des Trois Satrapes

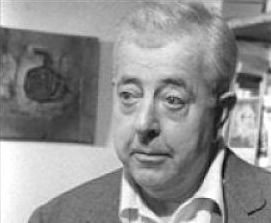
Jacques Prévert

Une très grande terrasse (dite « Terrasse des Trois Satrapes » pour désigner Boris Vian, Jacques Prévert et son chien Ergé) permet de découvrir les fenêtres de l'appartement de Jacques Prévert qui s'installa sur le même palier quelque temps après l'arrivée de Boris et Ursula ainsi que le dôme de la coupole du Théâtre Ouvert.
L'arrière du bâtiment principal du Moulin Rouge et ses ailes mythiques sont également visibles de cette même terrasse.

### La salle de bain du Bison
La taille de l'appartement étant très réduite, Boris Vian constate, après avoir créé une salle de bains, que sa baignoire n’y rentre pas. Sans se décourager, il décide de faire un trou dans le mur pour l’y faire passer. La dite baignoire est dès lors disposée à cheval entre deux pièces avec une partie dans la salle de bains et l'autre dans la chambre à coucher.

### Le salon aux souvenirs
Dans le salon, le visiteur peut découvrir de nombreux 78 tours, une grande partie d'entre eux sont des enregistrements de jazz avec des disques d'Oscar Peterson, Count Basie et Louis Armstrong, mais également d'autres enregistrements dont un de Fernand Raynaud. De nombreux objets liés à la vie personnelle de l'artiste, mais aussi liées à son œuvre artistique, sont présents dans cette pièce. Au plafond, un échiquier renversé indique que Boris Vian était également passionné par le jeu d'échecs.

## Situation et accès

### Situation

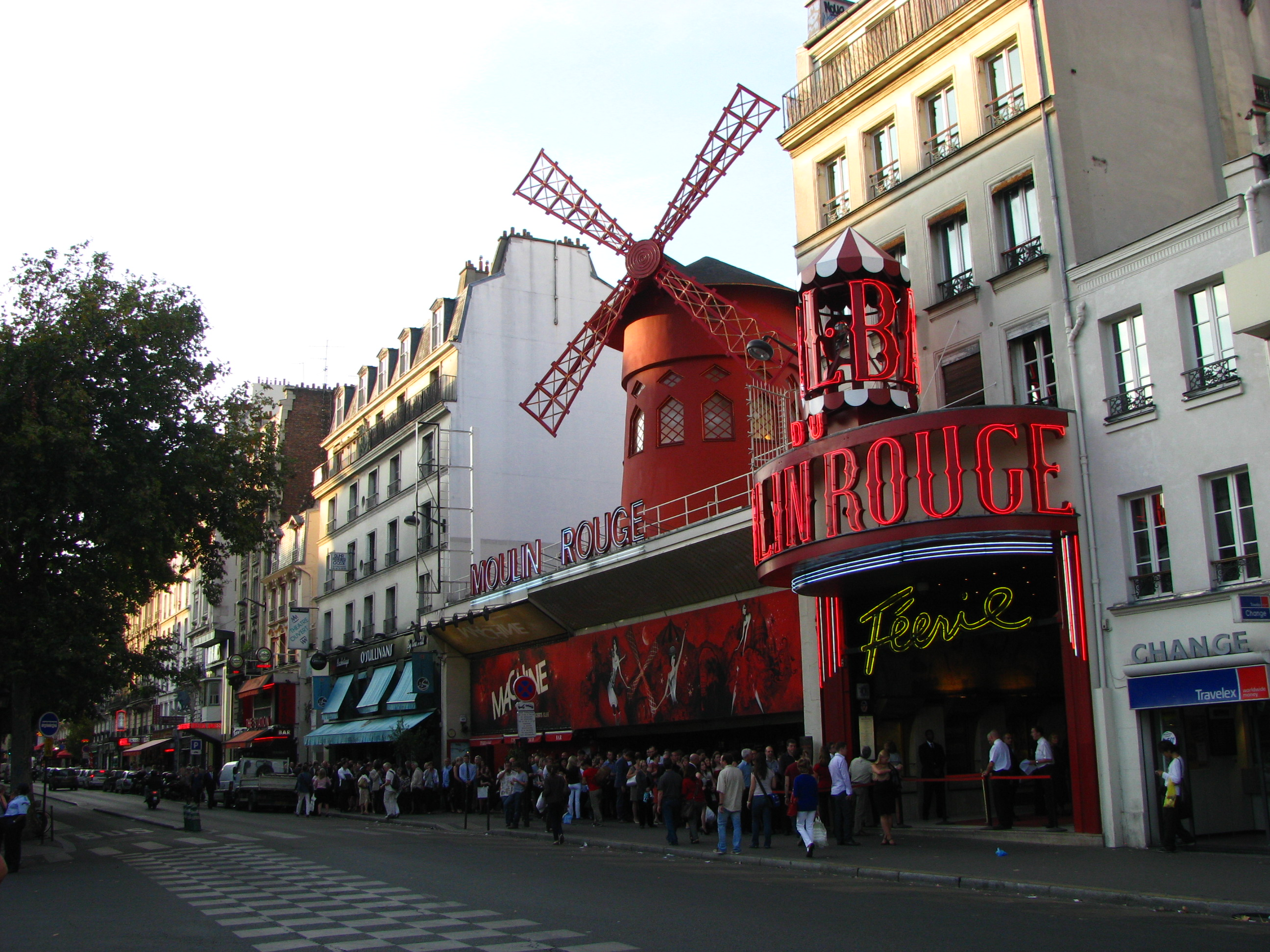
Sur cette photo, la Cité Véron est située à gauche du Moulin Rouge, juste au coin de l'immeuble aux stores bleus.

L'appartement est situé au 3e étage d'un immeuble positionné au cœur d'une petite impasse dénommée Cité Véron, à la limite sud du quartier des Grandes Carrières dans le 18e arrondissement de Paris, non loin de la Butte Montmartre.

### Accès
Le boulevard de Clichy et la place Blanche étant situés à quelques pas de l'immeuble abritant l'appartement, la station de métro la plus proche est Blanche.

### Plaque commémorative
Près de l'entrée du petit immeuble, une plaque posée sur le mur indique : 
«  Dans cet immeuble ont vécu en voisins, Boris Vian, de 1953 à 1959, et Jacques Prévert, de 1954 à 1977.
 Le 11 juin 1953, sur leur terrasse commune surplombant le Moulin Rouge, Boris Vian, Jacques Prévert et son chien Ergé, furent élevés au rang de Transcendants Satrapes du collège de 'Pataphysique. Le site est appelé Terrasse des Trois Satrapes. »

### Visites
Il s'agit d'une propriété privée qui, en raison de son exiguïté, ne se visite pas mais qui peut faire ponctuellement l'objet d'une découverte guidée après avoir reçu l'accord des propriétaires du lieu.